# Metabiantes leighi
Metabiantes leighi is een hooiwagen uit de familie Biantidae.